# Compañía Industrial de Tabacos Monte Paz S. A.
La Compañía Industrial de Tabacos Monte Paz S.A. es una empresa tabacalera uruguaya.

## Historia
Fue fundada en 1880 por Julio Mailhos, fue la primera empresa de tabaco y cigarrillos en Uruguay. Representa y exporta las marcas de cigarrillos: Nevada, Coronado y California, entre otras. Exportan a países como: Japón, USA, países del Caribe, América del Sur, Medio Oriente, Sudeste Asiático y África. La empresa está afiliada al Organismo Uruguayo de Acreditación (OUA).
Algunas de las plantaciones de tabaco, donde obtienene la materia prima se encuentran entre Artigas y Rivera.

### Marcas
- Bright
- Broadway
- California
- Calvert
- Cerrito
- Convair
- Coronado
- Donnay
- Floyd 2030
- Fortaleza
- J&M
- Madison
- Meridiano
- Meridiano 60
- Nevada
- Ocean
- Pacific
- Richmond
- Victoria